# 格魯耶茨

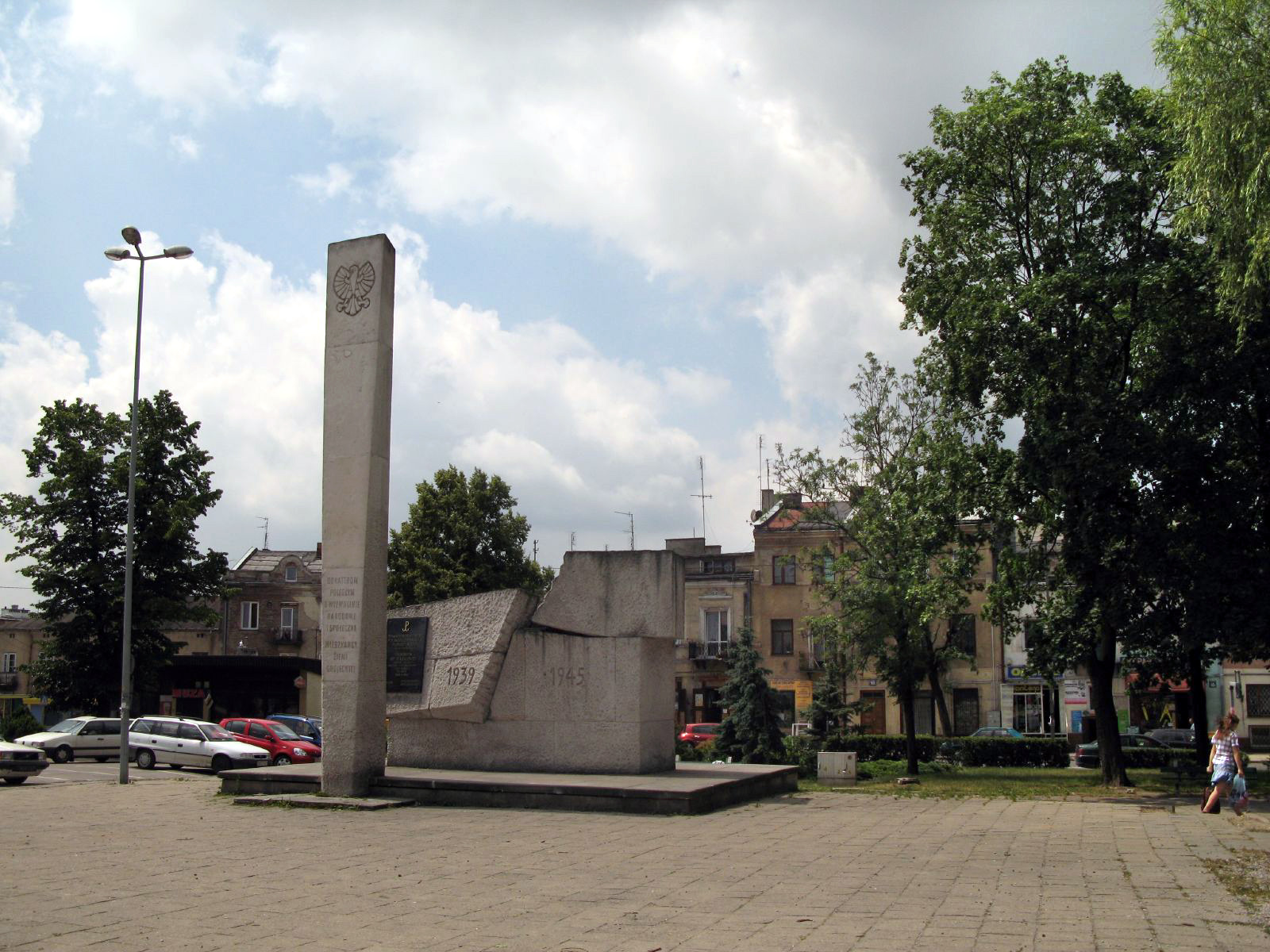

格魯耶茨是波蘭的城鎮，位於該國中部，距離首都華沙約40公里，由馬佐夫舍省負責管轄，面積8.52平方公里，海拔高度153米，2006年人口14,990。第二次世界大戰期間，納粹德國在1939年9月9日至1945年1月15日期間佔領該鎮。

## 外部連結
- Grójec city government webpage （页面存档备份，存于）
- Jewish Community in Grójec （页面存档备份，存于） on Virtual Shtetl

51°51′56″N 20°52′03″E / 51.86556°N 20.86750°E